# Sharlène Royer
Pour les articles homonymes, voir Royer.
Sharlène Royer est une actrice québécoise.

## Filmographie

### Cinéma
- 2002 : Des chiens dans la neige : hôtesse au bar
- 2004 : Comment conquérir l'Amérique : femme antillaise
- 2005 : The Locrian Mode : The mysterious women
- 2008 : Course à la mort : Grimm's Navigator
- 2009 : Cadavres : Violette Bienjolie
- 2010 : Noémie : Le Secret : Julie Tremblay
- 2010 : Filière 13 : la médecin de Thomas
- 2012 : Maximum Conviction : MP Three
- 2017 : Cartels : Ana

### Série télévisée
- 2001 : Cauchemar d'amour : la manicuriste
- 2001 : Largo Winch : femme dans le parc
- 2002 : Lance et compte : Nouvelle Génération : Nancy
- 2003 : L'Auberge du chien noir : Brenda Jonhson
- 2005 : Canadian Case Files (en) : Tamy
- 2005 : Un tueur si proche : Tamy
- 2008 : Annie et ses hommes : policière Joseph
- 2008 : Bye Bye : Michaëlle Jean
- 2008 : Bienvenue aux dames : Mme Dumas
- 2010 : Bloodletting & Miraculous Cures (en) : Carol
- 2010 : Les Rescapés : l'infirmière
- 2011 : LOL :-) : rôles multiples
- 2011 : Le Gentleman : Vanessa Durion
- 2012 : Bullet in the Face (en) : technicienne

### Web-série
- 2009-2010 : Chez Jules : Anita

## Récompenses et nominations
- 2007 : récipiendaire du prix S.O.B.A. (en), catégorie « Artiste féminine de l'année dans une émission ou série télévisée de l'année »
- 2007 : nommée pour un prix S.O.B.A.